# Starrcade (1994)
Starrcade Starrcade '94: Triple Threat  fue la duodécima edición de Starrcade, un evento de pago por visión producido por la World Championship Wrestling (WCW). El evento tuvo lugar el 27 de diciembre de 1994 desde el Auditorio Municipal de Nashville en Charlotte, Nashville, Tennessee.

## Resultados
- Vader derrotó a Jim Duggan ganando el Campeonato de los Estados Unidos de la WCW (12:06)
  - Vader cubrió a Duggan después de un "Face Eraser".
- Alex Wright derrotó a Jean-Paul Levesque (14:03)
  - Wright cubrió a Levesque con un "Roll-up".
- Johnny B. Badd derrotó a Arn Anderson reteniendo el Campeonato Mundial de la Televisión de la WCW (12:11)
  - Badd cubrió a Anderson con un "Roll-up".
- The Nasty Boys (Brian Knobbs y Jerry Sags) derrotaron a los Campeones Mundiales en Pareja de la WCW Harlem Heat (Booker T y Stevie Ray) (con Sister Sherri) por descalificación (17:49)
  - Harlem Heat fueron descalificados después de que Sherri les atacase accidentalmente.
  - Como resultado, Harlem Heat retuvo el Campeonato Mundial en Parejas.
- Mr. T derrotó a Kevin Sullivan (3:50)
  - Mr. T cubrió a Sullivan.
  - Durante la lucha, Dave Sullivan atacó a su "hermano" Kevin.
- Sting derrotó a Avalanche por descalificación (15:26)
  - Avalanche fue descalificado después de que Kevin Sullivan atacase a Sting.
- Hulk Hogan derrotó a The Butcher reteniendo el Campeonato Mundial Peso Pesado de la WCW (12:07)
  - Hogan cubrió a Butcher después de un "Leg drop".